# 岸本能武太

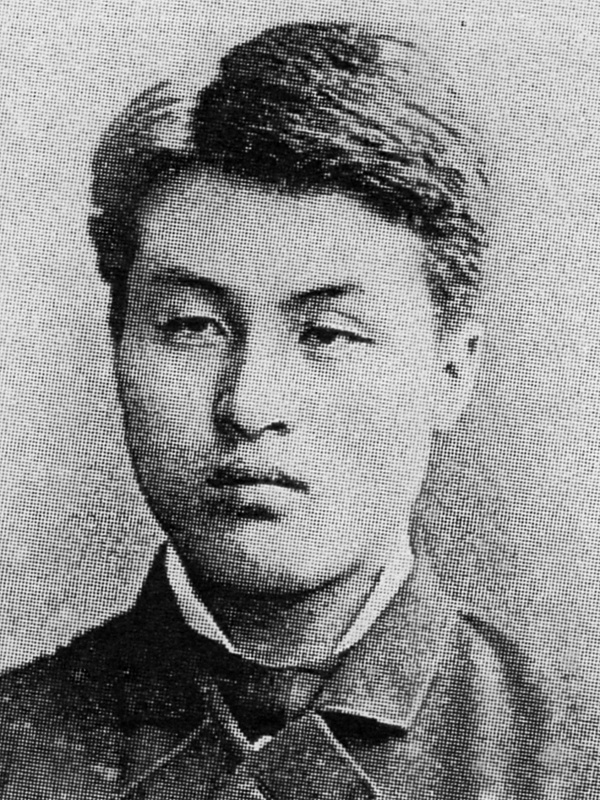
岸本能武太

岸本 能武太（きしもと のぶた、慶応元年12月16日（1866年1月22日） - 昭和3年（1928年）11月16日）は、日本の宗教学者。宗教学者の岸本英夫は次男である。

## 経歴

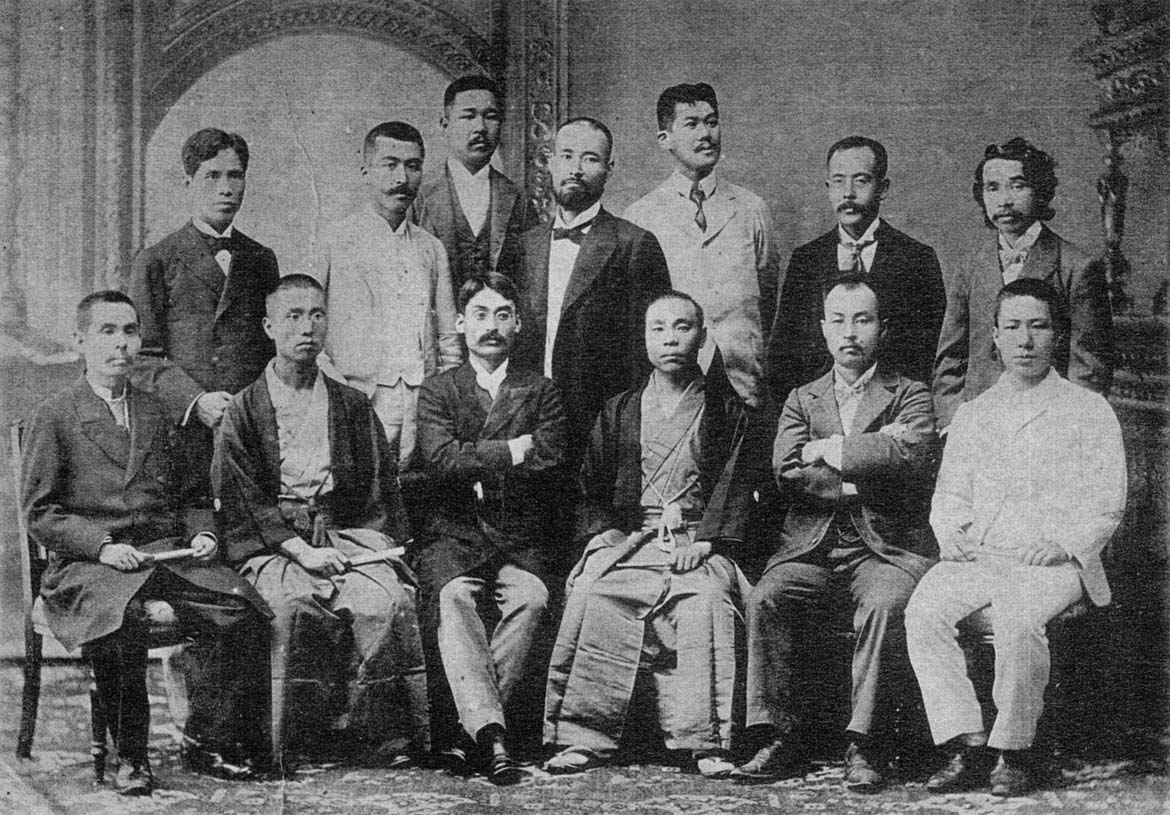
岸本能武太（1899年、前列右から2人目）

慶応元年12月16日（1866年1月22日）、岡山県岡山市花畑に岡山藩士である滝義夫の次男として生まれる。
1880年7月、岡山中学校を卒業し、同年9月、京都同志社英学校普通科に入学する。1882年2月5日、新島襄から洗礼を受ける。1884年6月、京都同志社英学校普通科を卒業する。
1885年4月、同志社英学校神学科に入学し、1887年6月、卒業する。
仙台の東華学校で教師を務めた後、1890年9月、ハーバード大学神学科に留学し、宗教哲学、比較宗教学、サンスクリット語、パーリ語を研究する。1893年8月、シカゴの万国大博覧会における万国宗教大会議に参加し演説を行う。同年9月、「Bachelor of Divinity」の学位を得て卒業する。
1893年9月、ハーバード大学校大学院に入学し、宗教哲学を研究する。1894年6月、「Doctor of Philosophy」の学位に対する口頭試験を修了する。
1894年7月、帰朝し、同年9月、東京専門学校、宇宙神教神学校にて比較宗教学の講義を開く。
1895年3月から7月において、遼東半島及び朝鮮半島の風俗や宗教等を視察する。
1896年、姉崎正治と共に「比較宗教学会」を設立する。同年よりユニテリアンの機関紙『宗教』の編集にあたる。
1897年1月、姉崎正治、大西祝、横井時雄等と共に「丁酉懇話会」（後の「丁酉倫理会」）を結成する。同年11月、『六合雑誌』の編集委員となる。
1898年10月、「社会主義研究会」の結成に参加し、「社会学研究会」にも入会する。
1928年10月25日朝、脳溢血のため半身不随となり自宅療養を始めるも、同年11月16日、死去。

## 編著書

### 著書
- 『宗教研究』警醒社、1899年12月。NDLJP:814867。
- 『倫理宗教時論』警醒社、1900年9月。NDLJP:758620。
- 『宗教研究』大日本図書、1900年11月。NDLJP:798488。
- 『中学教育に於ける英語科』文部省、1902年3月。NDLJP:812335。
- 『日本人の五特質』警醒社、1902年4月。NDLJP:758040。
- 『比較宗教一斑』警醒社、1902年7月。NDLJP:815021。
- 『対話読本』 巻壱、興文社、1902年10月。
  - 『対話読本』 巻壱（訂正再版）、興文社、1903年3月。NDLJP:871546。
- 『対話読本』 巻弐、興文社、1902年10月。
  - 『対話読本』 巻弐（訂正再版）、興文社、1903年3月。NDLJP:871547。
- 『対話読本』 巻参、興文社、1902年10月。
  - 『対話読本』 巻参（訂正再版）、興文社、1903年3月。NDLJP:871548。
- 『英語発音の原理』北文館、1910年7月。NDLJP:869898。
- 『女子もでるりーだず』 第一巻、東京開成館、1913年。
- 『女子もでるりーだず』 第二巻、東京開成館、1913年。
- 『女子もでるりーだず』 第三巻、東京開成館、1913年。
- 『女子もでるりーだず』 第四巻、東京開成館、1913年。
- 『岡田式静坐三年』大日本図書、1915年11月。NDLJP:935549。
- 『岡田式静坐法の新研究』大日本文華、1921年2月。NDLJP:935667。
- 『音標文字早分り』北文館、1925年2月。NDLJP:921743。

### 訳書
- ヘレン・ツィンメルン『伊太利及伊太利人』大日本文明協会事務所、1912年11月。NDLJP:949641。

### 編書
- 『ナショナル第五リーダー抄』東京開成館〈撰定英文読本叢書〉、1901年1月。
  - 『ナショナル第五リーダー抄』（訂正再版）東京開成館〈撰定英文読本叢書〉、1901年5月。NDLJP:870927。
- 『英文海詩百篇』東京開成館、1905年8月。
- 『岸本氏第一英文典』鐘美堂、1905年9月。